# Élections régionales italiennes de 2008
Les élections régionales italiennes de 2008 se sont déroulées durant l'année et ont permis le renouvellement des conseils régionaux et de leurs présidents dans 5 régions.

## Résultats

### Liste des élus
| Région                  | Élection       | Président sortant   | Parti | Parti | Coalition | Coalition     | Président élu     | Parti | Parti | Coalition | Coalition     |
| ----------------------- | -------------- | ------------------- | ----- | ----- | --------- | ------------- | ----------------- | ----- | ----- | --------- | ------------- |
| Frioul-Vénétie Julienne | 13-14 avril    | Riccardo Illy       |       | Ind.  |           | Centre-gauche | Renzo Tondo       |       | PdL   |           | Centre-droit  |
| Sicile                  | 13-14 avril    | Salvatore Cuffaro   |       | UdC   |           | Centre-droit  | Raffaele Lombardo |       | MpA   |           | Centre-droit  |
| Vallée d'Aoste          | 25 mai         | Luciano Caveri      |       | UV    |           | Centre-droit  | Augusto Rollandin |       | UV    |           | Centre-droit  |
| Trentin                 | 26 octobre     | Lorenzo Dellai      |       | UpT   |           | Centre-gauche | Lorenzo Dellai    |       | UpT   |           | Centre-gauche |
| Haut-Adige              | 26 octobre     | Luis Durnwalder     |       | SVP   |           | Centre-gauche | Luis Durnwalder   |       | SVP   |           | Centre-gauche |
| Abruzzes                | 14-15 décembre | Ottaviano Del Turco |       | PD    |           | Centre-gauche | Giovanni Chiodi   |       | PdL   |           | Centre-droit  |